# Afghanische Cricket-Nationalmannschaft in Irland in der Saison 2019
Die Tour der afghanischen Cricket-Nationalmannschaft nach Irland in der Saison 2019 findet vom 19. bis zum 21. Mai 2019 statt. Die internationale Cricket-Tour ist Bestandteil der Internationalen Cricket-Saison 2019 und umfasst zwei ODIs. Die Serie endete unentschieden 1–1.

## Vorgeschichte
Irland spielte zuvor ein ODI gegen England, Afghanistan eine ODI-Serie in Schottland.
Das letzte Aufeinandertreffen der beiden Mannschaften bei einer Tour fand in der Saison 2018/19 in Indien statt.

## Stadien
Die folgenden Stadien wurden für das Turnier ausgewählt.
| Stadion  | Stadt   | Kapazität | Spiele      |
| -------- | ------- | --------- | ----------- |
| Stormont | Belfast | 7.000     | 1. & 2. ODI |

## Kaderlisten
Die Kader werden kurz vor Beginn der Tour bekanntgegeben.
| ODI | ODI |
| Irland | Afghanistan |
| --- | --- |
| - William Porterfield (K) - Mark Adair - Andrew Balbirnie - George Dockrell - Tyrone Kane - Andy McBrine - Barry McCarthy - James McCollum - Tim Murtagh - Kevin O’Brien - Boyd Rankin - Paul Stirling - Lorcan Tucker (wk) - Gary Wilson (wk) | - Gulbadin Naib (K) - Asghar Afghan - Aftab Alam - Hamid Hassan - Rashid Khan - Mohammad Nabi - Mujeeb Ur Rahman - Rahmat Shah - Hashmatullah Shahidi - Mohammad Shahzad (wk) - Samiullah Shinwari - Dawlat Zadran - Najibullah Zadran - Noor Ali Zadran - Hazratullah Zazai |

## One-Day Internationals

### Erstes ODI in Edinburgh
| 19. Mai Scorecard | Belfast | Irland 210 (48.5)          | – | Afghanistan 138 (35.4) |
|                   |         | Irland gewinnt mit 72 Runs |   |                        |

### Zweites ODI in Edinburgh
| 21. Mai Scorecard | Belfast | Afghanistan 305-7 (50)           | – | Irland 179 (41.2) |
|                   |         | Afghanistan gewinnt mit 126 Runs |   |                   |